# Syntrichia calobolax
Syntrichia calobolax là một loài rêu thuộc họ Pottiaceae. Loài này được (Müll. Hal.) Brinda, Jáuregui-Lazo & Mishler mô tả khoa học năm 2021.